# استیو ویگنال
استیو ویگنال (انگلیسی: Steve Wignall؛ زادهٔ ۱۷ سپتامبر ۱۹۵۴) بازیکن فوتبال اهل انگلستان بود.
از باشگاه‌هایی که در آن بازی کرده‌است می‌توان به باشگاه فوتبال دونکستر راورز، باشگاه فوتبال کولچستر یونایتد، باشگاه فوتبال لیورپول، و باشگاه فوتبال برنتفورد اشاره کرد.
وی در پست دفاع وسط در بیش از ۶۰۰ مسابقه بازی کرده بود.